# Historia de Concepción (mural)
Historia de Concepción, llamado por su autor Latido y rutas de Concepción, es un mural de 280 metros cuadrados, pintado en fresco por el artista chileno Gregorio de la Fuente entre 1943 y 1946. La obra está ubicada en el llamado Salón Mural, vestíbulo de las dependencias del Gobierno Regional del Biobío, en el Barrio Cívico de la ciudad de Concepción, Chile, donde antiguamente se encontraba la Estación Central de Concepción.
El mural es considerado el «tesoro del Barrio Cívico», y fue declarado Monumento Histórico el 8 de septiembre de 2008.

## Historia

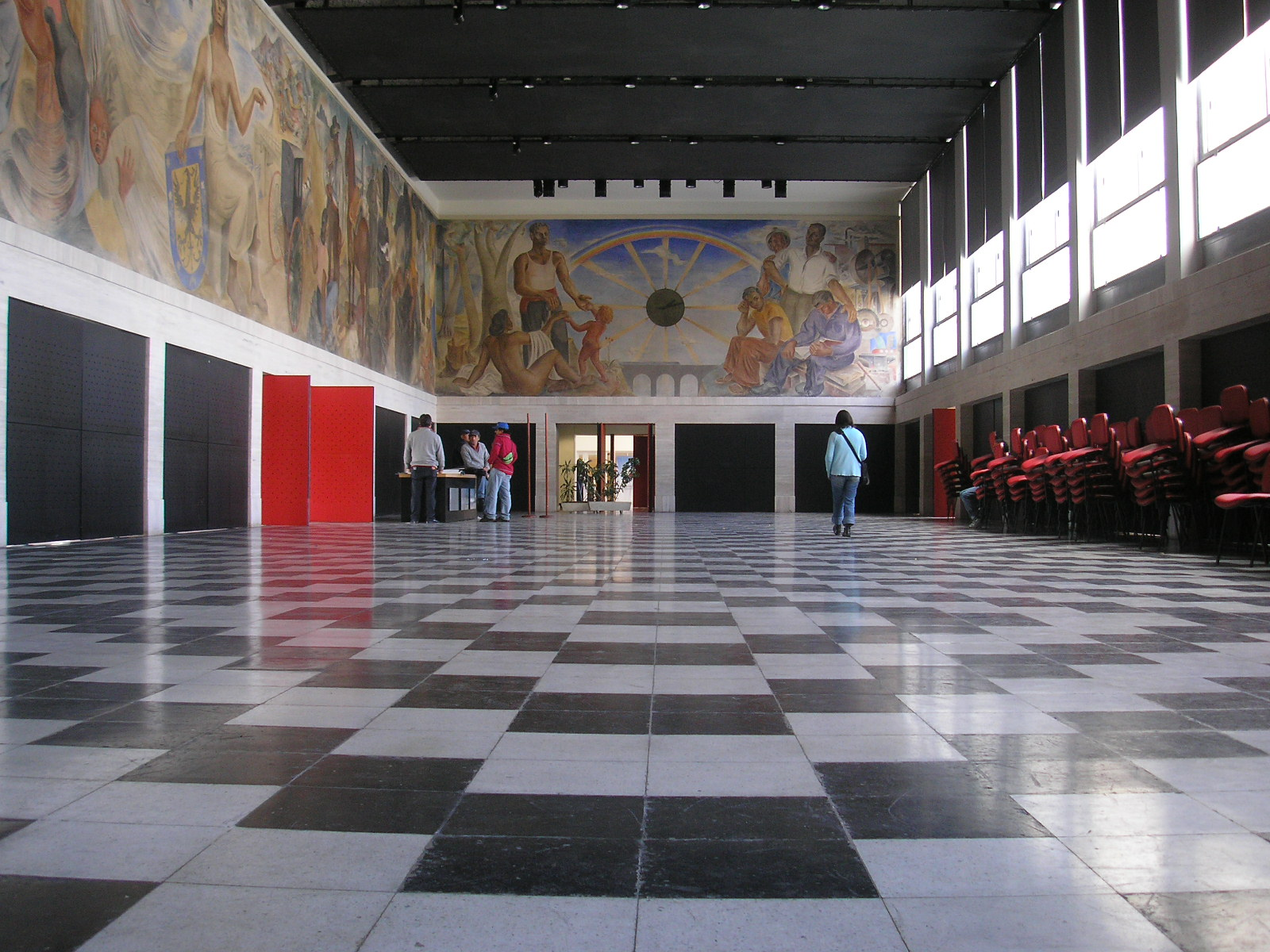
Salón El mural donde está ubicada la obra.

El mural Historia de Concepción fue uno de los primeros pintados en la ciudad de Concepción, así como uno de los primeros en emplazarse en un lugar público. En 1942, De la Fuente participó en un concurso organizado por la Empresa de los Ferrocarriles del Estado, cuyo ganador se adjudicaría la oportunidad de realizar un mural en el hall del nuevo edificio de la Estación Central de Concepción, recién reconstruido el año anterior luego de la destrucción del primer edificio debido al Terremoto de Chillán de 1939. La obra se desarrolló entre 1943 y 1946, y para su elaboración se ayudó de los pintores Sergio Sotomayor y de un joven Julio Escámez, el cual pintaría varios años más tarde, en la misma ciudad, el mural Historia de la medicina y la farmacia en Chile. Los participantes debían ser todos chilenos y, finalmente, tras ser finalista junto con los pintores Laureano Guevara y Adolfo Berchenko, De la Fuente fue elegido como ganador, en abril de 1943. Pocos años más tarde, a mediados del siglo XX y con la llegada de artistas muralistas mexicanos, en la ciudad aflorarían nuevos proyectos de este tipo, entre los cuales destacaría también Presencia de América Latina, de Jorge González Camarena.

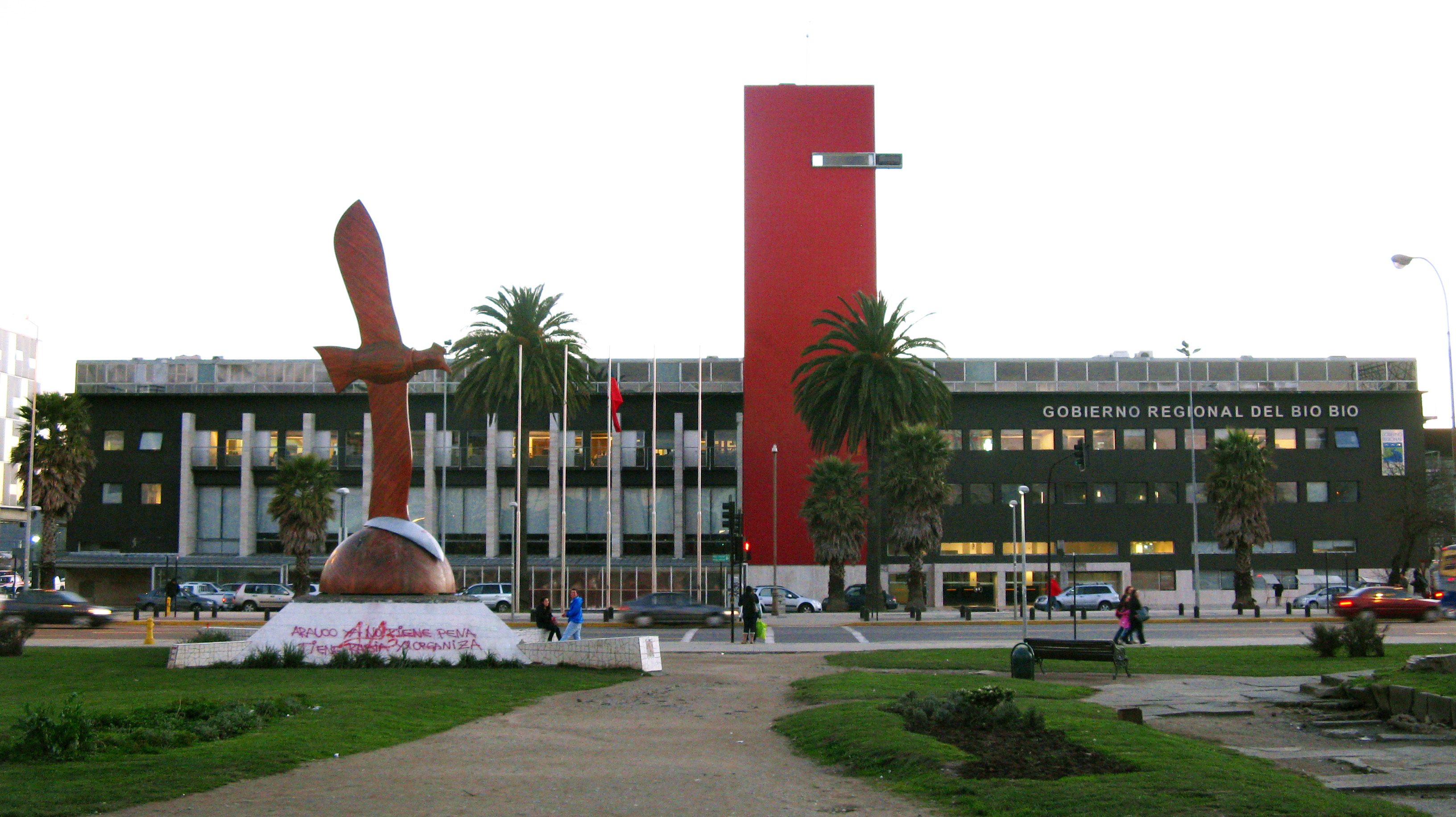
Edificio del GoRe Biobío en 2012, emplazado en la antigua Estación Central del actual Barrio Cívico de Concepción, visto desde la Plaza España en el Barrio Estación. Dentro de estas dependencias se ubica el mural.

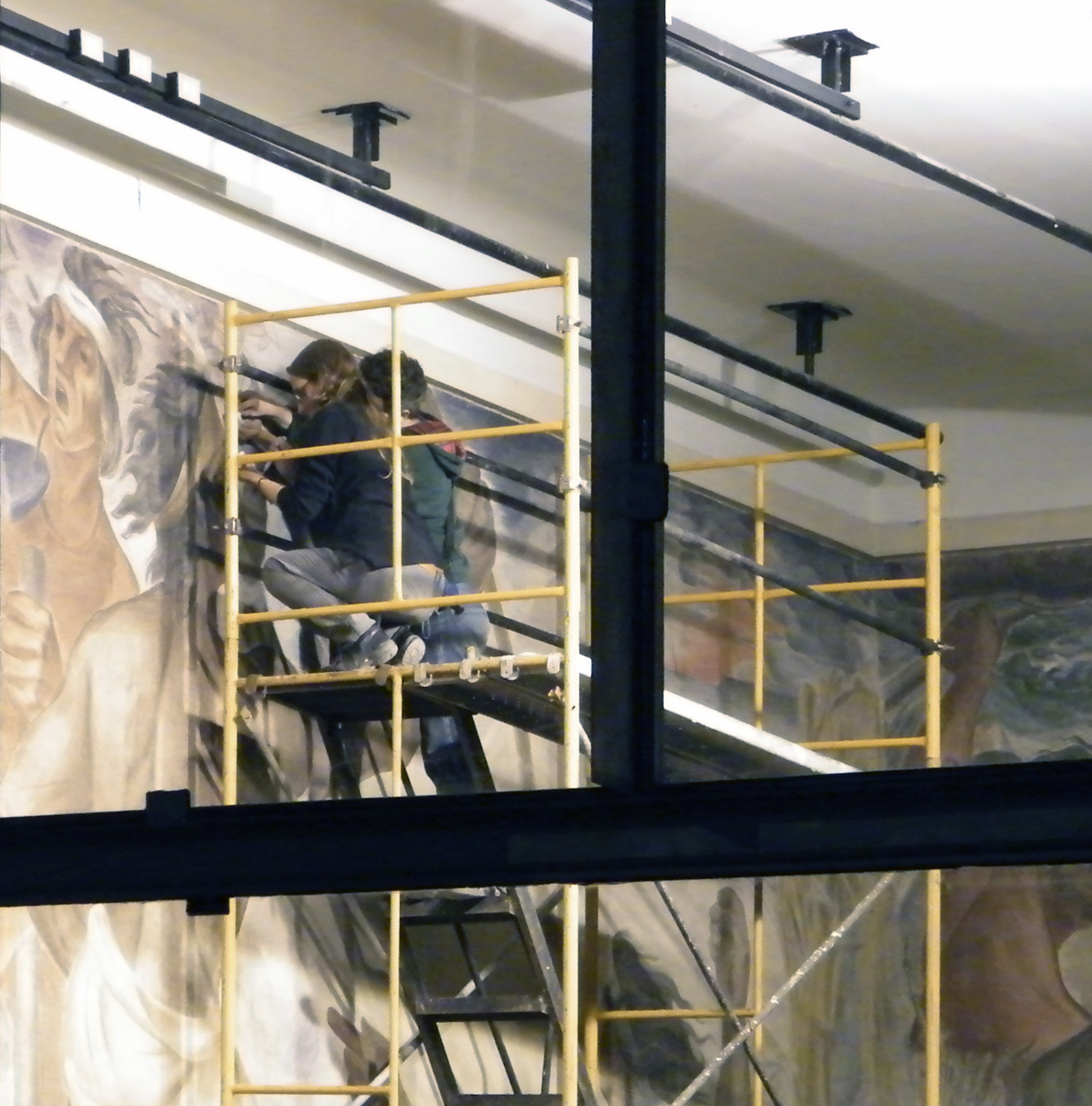
Proceso de restauración del mural luego del terremoto de 2010.

Entre 1987 y 1988, De la Fuente realizó con sus propias manos su última restauración de la obra, protegiendo algunas zonas vulnerables a la humedad. Con posterioridad a esta última restauración del autor, la obra, así como las dependencias de la antigua estación de ferrocarril, fueron de alguna manera olvidadas durante aproximadamente una década. Tras este periodo, el mural no estuvo exento de problemas de mantenimiento. Entre 2005 y 2007, después del cierre de la Estación Central y el comienzo de las remodelaciones del nuevo Barrio Cívico de Concepción, el Ministerio de Obras Públicas no consideró una restauración del mural, pero sí su protección para evitar su deterioro durante el periodo que duraron las obras, hasta que fueron inauguradas las nuevas oficinas de Gobiernos regionales de Chile. Durante estos trabajos, el Ministerio encargó a la empresa Cesmec Ltda. un estudio sobre la calidad del hormigón y los elementos de hierro presentes en las dependencias en que se encontraba el mural. La empresa tomó erróneamente muestras de la parte posterior de la muralla compartida por la pintura, perdiéndose así diez centímetros de diámetro del fresco.
Hacia 2009, el deterioro del mural, debido fundamentalmente a los materiales utilizados para la obra, exhibía un gran cantidad de polvo en su superficie, así como desprendimientos y zonas sin pintura. El Centro Nacional de Conservación y Restauración planteó entonces la necesidad de un estudio para la restauración y mantención de la obra, como parte del proyecto «Puesta en Valor Patrimonial», que proponía el rescate de otros once bienes patrimoniales de la Región del Biobío.
El 27 de febrero de 2010, un fuerte terremoto azotó a Chile, con epicentro a 105 kilómetros al noroeste de Concepción, agrietando la pintura y debiendo aislarse durante varios meses para su reparación. No obstante, a principios de 2012 se restauró completamente la obra, con el aporte de una inversión de cincuenta y un millones de pesos por parte de la Subsecretaría de Desarrollo Regional y Administrativo de Chile, dependiente del Ministerio del Interior. El 8 de septiembre de 2015 se inició una nueva restauración que incluye la estructura del salón, y que tendrá un costo total de 500 millones de pesos.

## La obra

### Características
El mural, de 258 metros cuadrados de superficie, con 62 metros de largo por 4.5 metros de alto, es una de las obras de mayores dimensiones del artista. Está realizado con la técnica del fresco, la cual requiere menos mantenimiento que otras técnicas pictóricas. Esta técnica consiste en la mezcla de tierra de color molida con agua pura, que luego se aplica sobre una mezcla de cal y arena. Esto conforma la pintura, que debe ser aplicada con pinceles blandos.
El Salón Mural es rectangular, estando la obra pintada en tres de sus cuatro lados, incluyendo uno de los más largos. Su lectura sigue un orden cronológico, que debe ser leído de izquierda a derecha. La obra utiliza el realismo social nacido en la Unión Soviética para narrar momentos de la Historia de Concepción, desde sus orígenes coloniales hasta su etapa de industrialización durante la primera mitad del siglo XX, enfocándose en la vida de los trabajadores, y resaltando la fraternidad y el trabajo. Esta búsqueda de reivindicación social a través de la pintura fueron motivadas por su cercanía con otros muralistas mexicanos, así como por sus estudios realizados en París.

### Significado
| La pintura es comunicación humana, la mejor manera de expresar lo inexpresable. —Gregorio de la Fuente. |

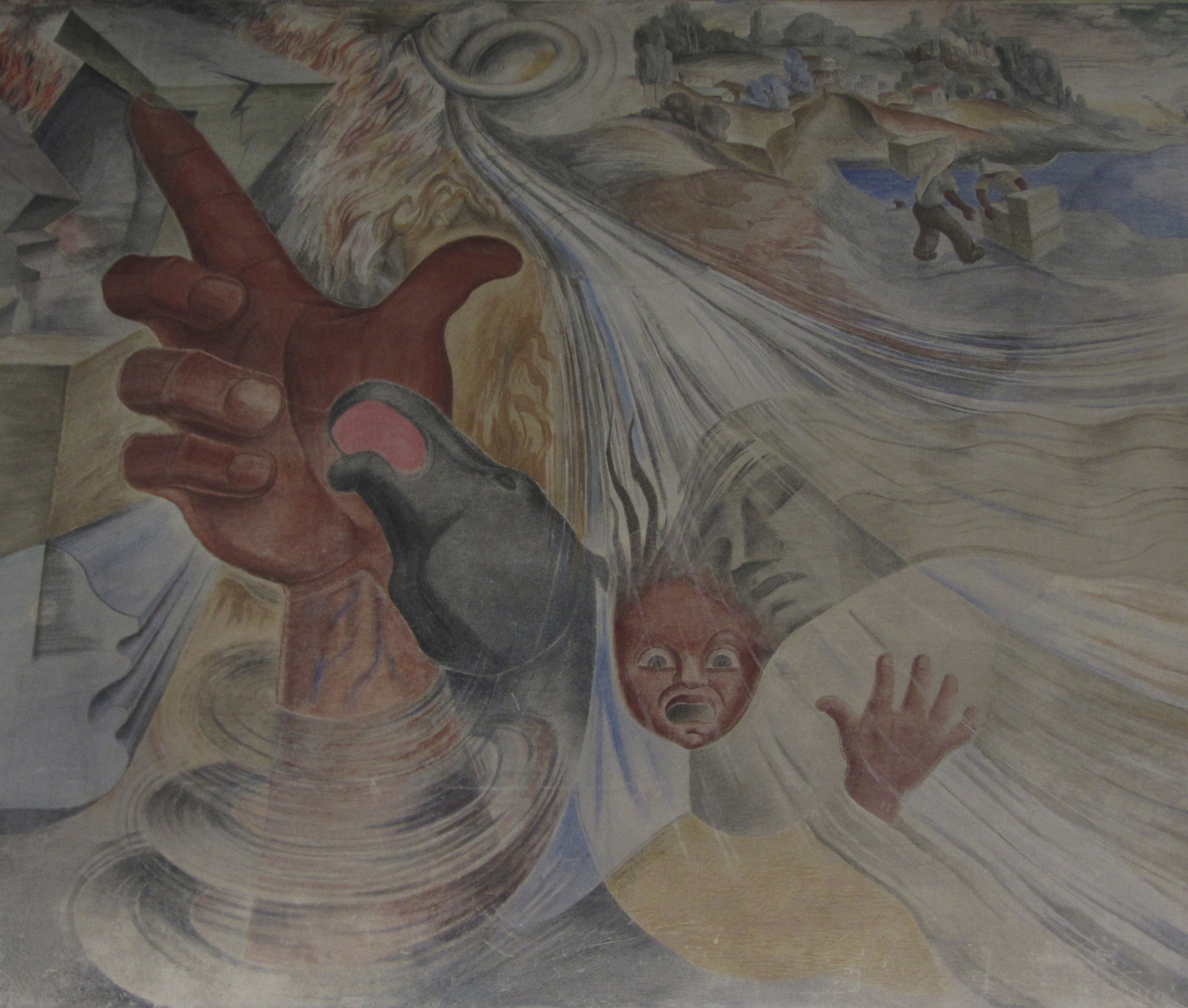
Detalle del mural que representa los desastres naturales que ha sufrido la ciudad de Concepción.

La muralla izquierda muestra escenas de la vida cotidiana de los mapuches en la época precolombina, incluyendo la práctica del telar. El paño central comienza mostrando, a la izquierda, el violento encuentro entre mapuches y españoles durante el Chile colonial, así como las catástrofes naturales que ha sufrido la ciudad. En el centro se aprecia una mujer con el torso desnudo, vestida con sobrios atuendos y sosteniendo el escudo de Concepción. Luego, hacia la derecha, puede apreciarse la vida rural, con huasos que vivían de la agricultura y, posteriormente, una alegoría de la mujer, vistiendo trajes con telas, se alza como símbolo de la ciudad, vislumbrándose al fondo de ella algunos de los monumentos característicos de la ciudad, como la antigua Estación Central de Concepción, el Campanil de la Universidad de Concepción y la diosa Ceres ubicada en la fuente de la Plaza de la Independencia. Más adelante se muestran la llegada del ferrocarril, como símbolo del proceso de industrialización de la ciudad, así como la explotación del carbón, recordando la importancia de Lota para la zona. La obra termina en el paño del costado derecho con escenas simbólicas del presente y el futuro, en los contextos del estudio y el trabajo. En el centro de este cuadro, un arcoíris corona los rayos de un sol en cuya mitad figura un reloj analógico que sale del mural.
El artista y estudioso Eduardo Meissner interpreta el mural describiéndolo de la siguiente manera:

«Las escenas de destrucción y muerte se disuelven en la paz y el aparente estatismo de la figura mayor, erguida frente al lento fluir de las aguas, la fusión del río con el cielo, la apacible silueta de las colinas a la distancia. Esta figura es un símbolo mayor y una presencia de alta significación, apoyada su diestra en el escudo de la ciudad, indicando con la siniestra motivos, valores, actitudes y actividades de la tierra y el medio pencopolitanos, conformados por la circunstancia y la cultura del medio siglo».
Eduardo Meissner, catálogo exposición retrospectiva de Gregorio de la Fuente, Museo Nacional de Bellas Artes, Santiago, 1994.